# Jerevți, Luhînî
Jerevți (în ucraineană Жеревці) este localitatea de reședință a comunei Jerevți din raionul Luhînî, regiunea Jîtomîr, Ucraina.

## Demografie
Componența lingvistică a localității Jerevți
     Ucraineană (98,76%)
     Rusă (1,24%)
Conform recensământului din 2001, majoritatea populației localității Jerevți era vorbitoare de ucraineană (98,76%), existând în minoritate și vorbitori de rusă (1,24%).